# Viola scorpiuroides
Viola scorpiuroides ist eine Pflanzenart aus der Gattung der Veilchen (Viola).

## Beschreibung
Viola scorpiuroides ist ein Zwergstrauch, der Wuchshöhen von 10 bis 30 Zentimetern erreicht. Der Stängel ist korkig und verholzt. Die Blätter sind 2 bis 5 cm lang und 0,5 bis 1,2 cm breit, spatelig mit deutlichem Stiel, ganzrandig, fast kahl und spitz. Die Nebenblätter sind dreieckig-pfriemlich. Die Kronblätter sind 8 bis 12 Millimeter lang und lebhaft gelb gefärbt; der Sporn ist 3 bis 4 mm lang und blauviolett.
Die Blütezeit reicht von Januar bis März (selten von Dezember bis April).

## Vorkommen
Viola scorpiuroides kommt in Griechenland (Kythira, Antikythira und Kreta), Libyen (Cyrenaika und Marmarika) und im nordwestlichen Ägypten vor. Auf Kreta wächst die Art auf Gips sowie anderen kalkarmen Böden auf Neogen in felsiger Phrygana und in trockenen Felsspalten in Höhenlagen von 0 bis 600 Meter. 

## Belege
- Loutfy Boulos: Flora of Egypt. Volume 2 (Geraniaceae – Boraginaceae). Al Hadara Publishing, Kairo 2000, ISBN 977-542-922-6, S. 116.
- Werner Greuter, Karl Heinz Rechinger: Flora der Insel Kythera, gleichzeitig Beginn einer nomenklatorischen Überprüfung der griechischen Gefässpflanzenarten. In: Boissiera. Band 13, 1967, S. 58–59.
- Saiyad Masudal Hasan Jafri: Violaceae. In: Syed Irtifaq Ali, Saiyad Masudal Hasan Jafri (Hrsg.): Flora of Libya. Band 13, Al Faateh University, Faculty of Science, Department of Botany, Tripolis 1977, S. 1–3.
- Ralf Jahn, Peter Schönfelder: Exkursionsflora für Kreta. Mit Beiträgen von Alfred Mayer und Martin Scheuerer. Eugen Ulmer, Stuttgart (Hohenheim) 1995, ISBN 3-8001-3478-0, S. 195.